# Ерида (патуљаста планета)
Ерида (пуним именом 136199 Ерида, симбол: ) је друга по величини патуљаста планета и налази се у Расејаном диску. Иако су је научници који су је открили првобитно називали десетом планетом Сунчевог система, редефинисањем статуса планета у октобру 2006. године, које је извршила Међународна астрономска унија, Ерида је сврстана у патуљасте планете. Ерида је од Сунца удаљена 97 АЈ и има пречник 2.326 km. Вест о открићу објављена је 29. јула 2005. године. Верује се да је ово тело сачињено од камена и леда.
То је транс-нептунски објекат (ТНО) у расејаном диску и има орбиту високе ексцентричности. Ериду је открио у јануару 2005. тим из Опсерваторије Паломар предвођен Мајком Брауном и верификован касније те године. У септембру 2006. добио је име по грчко-римској богињи свађе и раздора. Ерида је девети најмасивнији познати објекат који кружи око Сунца и шеснаести по маси укупно у Сунчевом систему (рачунајући месеце). То је уједно и највећи објекат који није посетила летелица. Ерида је измерен да има 2.326 ± 12 km (1.445 ± 7 mi) у пречнику; њена маса је 0,28% масе Земље и 27% већа од Плутона, иако је Плутон нешто већи по запремини. Ерида може да изврши једну ротацију сваких 25,9 сати, чинећи дужину њеног дана блиском нашој. Међутим, извори се не слажу око периода ротације.
Ерида има један велики познати месец, Дисномију. У фебруару 2016, Еридина удаљеност од Сунца била је 96,3 AU (1,441×1010 km; 8,95×109 mi), отприлике три пута више од Плутона. Са изузетком неких дугопериодичних комета, Ерида и Дисномија су биле најудаљенији познати природни објекти у Сунчевом систему све до открића 2018 VG18 2018.
Пошто се чинило да је Ерида већа од Плутона, NASA ју је првобитно описала као десету планету Сунчевог система. Ово, заједно са могућношћу да се у будућности открију други објекти сличне величине, мотивисало је Међународну астрономску унију (IAU) да по први пут дефинише појам планета. Према дефиницији IAU одобреној 24. августа 2006, Ерида је „патуљаста планета“, заједно са објектима као што су Плутон, Церес, Хаумеа и Макемаке, чиме се смањује број познатих планета у Сунчевом систему на осам, тј. исто као и пре Плутоновог открића 1930. Посматрања звездане окултације од стране Ериде 2010. показала су да је нешто мало мања од Плутона, што је Њу Хорајзонс измерио као 2.377 ± 4 km (1.477 ± 2 mi) у јулу 2015.

## Откриће
Ериду је открио тим Мајка Брауна, Чеда Трухила и Дејвида Рабиновица 5. јануара 2005. на сликама направљеним 21. октобра 2003. године. Откриће је објављено 29. јула 2005, истог дана када и Макемаке и два дана после Хаумее, делом због догађаја који су касније довели до контроверзи око Хаумее. Тим за претрагу је систематски скенирао велика спољашња тела Сунчевог система неколико година и био је укључен у откривање неколико других великих ТНО, укључујући 50000 Куаоар, 90482 Орк и 90377 Седна.
Тим је обавио рутинска посматрања 21. октобра 2003. користећи 1,2  телескоп Самјуел Оскин Шмит у опсерваторији Паломар, Калифорнија, али слика Ериде тада није откривена због њеног веома спорог кретања по небу. Софтвер за аутоматско претраживање слика искључио је све објекте који се крећу брзином мањом од 1,5 лучне секунде на сат да би се смањио број враћених лажних резултата. Када је Седна откривена 2003. године, кретала се брзином од 1,75 , и у светлу тога тим је поново анализирао своје старе податке са доњом границом угаоног кретања, сортирајући претходно искључене слике оком. У јануару 2005, поновна анализа је открила Еридино успорено кретање наспрам звезда у позадини.
Затим су обављена накнадна запажања како би се направила прелиминарна одређивање Еридине орбите, што је омогућило процену удаљености објекта. Тим је планирао да одложи објављивање својих открића светлих објеката Ериде и Макемаке док се не заврше даља посматрања и прорачуни, али је обе објавио 29. јула када је откриће другог великог ТНО који су пратили, Хаумеа, контроверзно објављено у јулу. 27 од стране другог тима у Шпанији.
Слике Ериде у периоду који је претходио открићу идентификоване су до 3. септембра 1954. године.
Више запажања објављених у октобру 2005. открило је да Ерида има месец, касније назван Дисномија. Посматрања орбите Дисномије омогућила су научницима да одреде масу Ериде, за коју су у јуну 2007. израчунали да је (1,66±0,02)×1022 kg, 27%±2% већа од Плутонове.

## Име
Ерида је добила име по грчкој богињи Ериди (грчки Ἔρις), персонификацији свађе и раздора. Име је предложио Калтешки тим 6. септембра 2006, а додељено је 13. септембра 2006, након необично дугог периода у коме је објекат био познат под привременом ознаком 2003 UB313, коју је аутоматски доделио IAU према њиховим протоколима именовања за мање планете.

## Сателит
Дана 10. септембра 2005. године откривен је Еридин природни сателит, касније назван Дизномија.